# Nati nel 1904/Dicembre
| Questa pagina contiene informazioni ricavate automaticamente dalle voci biografiche con l'ausilio del template Bio e di un bot. L'aggiornamento è periodico e automatico e ricostruisce completamente la pagina. Se manca una persona in questa lista, sei pregato di non aggiungerla, ma accertati piuttosto che la sua voce biografica contenga il template Bio e che i dati anagrafici siano correttamente compilati. Se il template Bio manca, inseriscilo tu stesso o, in alternativa, metti l'avviso {{tmp\|Bio}} che ne segnala la mancanza. Se i dati riportati sono sbagliati, correggi direttamente la voce biografica; le modifiche saranno visibili in questa lista entro pochi giorni. Per chiarimenti vedi il progetto biografie. La lista contiene solo le 124 persone che sono citate nell'enciclopedia e per le quali è stato implementato correttamente il template Bio. Pagina aggiornata al 10 ago 2025. |

- 1º dicembre - Philippe Dollinger, storico francese († 1999)
- 1º dicembre - Emile Duson, hockeista su prato olandese († 1942)
- 1º dicembre - Francesco Franzoni, calciatore italiano († 2002)
- 1º dicembre - Gerrit Jannink, hockeista su prato olandese († 1975)
- 1º dicembre - Jean Jourlin, lottatore francese († 1979)
- 2 dicembre - Gevheri Sultan, principessa ottomana († 1980)
- 2 dicembre - Adolf Kleemann, pittore tedesco († 1989)
- 2 dicembre - Romolo Re, calciatore italiano († 1945)
- 2 dicembre - Alfredo Alves Tinoco, calciatore brasiliano († 1975)
- 2 dicembre - Franco Tosoni Pittoni, militare italiano († 1941)
- 2 dicembre - Şehzade Ahmed Tevhid, principe ottomano († 1966)
- 3 dicembre - Edgar Moon, tennista australiano († 1976)
- 3 dicembre - Roberto Marinho, giornalista, imprenditore e dirigente d'azienda brasiliano († 2003)
- 3 dicembre - Avanti Martinetti, pistard italiano († 1970)
- 3 dicembre - Corrado Sonni, attore italiano († 1976)
- 4 dicembre - Tommaso Annoscia, imprenditore e dirigente sportivo italiano († 1983)
- 4 dicembre - Benevenuto, calciatore brasiliano († 1949)
- 4 dicembre - Alfrēds Brašmanis, calciatore lettone († 1983)
- 4 dicembre - Guido Calogero, filosofo, saggista e politico italiano († 1986)
- 5 dicembre - Pierre Chenal, regista e sceneggiatore francese († 1990)
- 5 dicembre - Domina Jalbert, inventore canadese († 1991)
- 5 dicembre - Frans Mosman, schermidore olandese († 1994)
- 5 dicembre - Giuseppe Peretti, medico, fisiologo e politico italiano († 1976)
- 5 dicembre - Achille Sacchi, calciatore italiano († 1990)
- 5 dicembre - Al Tripoli, pugile statunitense († 1990)
- 6 dicembre - Ève Curie, scrittrice, pianista e diplomatica francese († 2007)
- 6 dicembre - Berardo Frisoni, calciatore italiano († 1976)
- 6 dicembre - Elissa Landi, attrice e scrittrice austriaca († 1948)
- 7 dicembre - Enrique Gainzarain, calciatore argentino († 1972)
- 7 dicembre - Luigi Grassi, politico, antifascista e partigiano italiano († 1975)
- 7 dicembre - Alma Macrorie, montatrice statunitense († 1970)
- 7 dicembre - Clarence Nash, doppiatore e cantante statunitense († 1985)
- 8 dicembre - Wilmer Allison, tennista statunitense († 1977)
- 8 dicembre - Faustina Bellin, religiosa italiana († 1973)
- 9 dicembre - István Horthy, militare, aviatore e politico ungherese († 1942)
- 9 dicembre - Robert Livingston, attore statunitense († 1988)
- 9 dicembre - Antonio Luigi Lombardini, politico italiano († 1970)
- 9 dicembre - Edmondo Martin, calciatore italiano († 1974)
- 9 dicembre - Elsie Randolph, attrice inglese († 1982)
- 9 dicembre - Anthony Santasiere, scacchista statunitense († 1977)
- 10 dicembre - Carin Nilsson, nuotatrice svedese († 1999)
- 10 dicembre - Antonín Novotný, politico ceco († 1975)
- 10 dicembre - John Peel, ginecologo britannico († 2005)
- 10 dicembre - Henri Scharry, calciatore lussemburghese († 1954)
- 10 dicembre - Giuseppe Torriani, calciatore italiano († 1942)
- 11 dicembre - Romano Caneva, pugile italiano († 1980)
- 11 dicembre - Roberto Copernico, allenatore di calcio e dirigente sportivo italiano († 1988)
- 11 dicembre - Élisabeth Lion, aviatrice francese († 1988)
- 11 dicembre - John Joseph Maguire, arcivescovo cattolico statunitense († 1989)
- 11 dicembre - Felix Nussbaum, pittore tedesco († 1944)
- 11 dicembre - Nicola Riezzo, arcivescovo cattolico italiano († 1998)
- 11 dicembre - Francis Tyler, bobbista statunitense († 1956)
- 12 dicembre - Rolf Hansen, regista tedesco († 1990)
- 12 dicembre - Fiorentino Vilasco, pittore italiano († 1996)
- 12 dicembre - Julian West, attore, giornalista e produttore cinematografico francese († 1981)
- 13 dicembre - Glen Byam Shaw, attore, regista teatrale e direttore artistico britannico († 1986)
- 13 dicembre - William Hunter McCrea, astronomo britannico († 1999)
- 13 dicembre - Giuseppe Montalenti, biologo e genetista italiano († 1990)
- 13 dicembre - Francisco Núñez Olivera, supercentenario spagnolo († 2018)
- 13 dicembre - Alexander Hanchett Smith, micologo e agronomo statunitense († 1986)
- 14 dicembre - Piero Bottaro, calciatore italiano († 1976)
- 14 dicembre - Marten Geertsema, olandese († 1945)
- 14 dicembre - Dumitru Gheorghiu, bobbista rumeno
- 14 dicembre - Eugen Hadamovsky, politico e giornalista tedesco († 1945)
- 14 dicembre - William S. Heckscher, storico dell'arte tedesco († 1999)
- 14 dicembre - Elda Mazzocchi Scarzella, pedagogista e scrittrice italiana († 2005)
- 14 dicembre - Attila Petschauer, schermidore ungherese († 1943)
- 15 dicembre - Benny Bass, pugile statunitense († 1975)
- 15 dicembre - Michelangelo Bedini, pittore italiano († 1973)
- 15 dicembre - Helen Meany, tuffatrice statunitense († 1991)
- 15 dicembre - Henry Russell, velocista statunitense († 1986)
- 15 dicembre - Rupen Semerciyan, cestista e allenatore di pallacanestro turco
- 16 dicembre - Lelord Kordel, nutrizionista polacco († 2001)
- 16 dicembre - Luigia Achillea Stella, filologa italiana († 1998)
- 17 dicembre - Walter Brugger, filosofo tedesco († 1990)
- 17 dicembre - Paul Cadmus, artista statunitense († 1999)
- 17 dicembre - Bernard Lonergan, presbitero e teologo canadese († 1984)
- 18 dicembre - Guglielmo Giordano, ingegnere italiano († 2000)
- 18 dicembre - George Stevens, regista, sceneggiatore e produttore cinematografico statunitense († 1975)
- 19 dicembre - Eugenio Danese, giornalista e scrittore italiano († 1980)
- 20 dicembre - Rambhai Barni, thailandese († 1984)
- 20 dicembre - Leonardo Borgese, pittore, illustratore e critico d'arte italiano († 1986)
- 20 dicembre - Clelia Caligiuri, insegnante italiana († 1996)
- 20 dicembre - Alighiero De Micheli, imprenditore e dirigente d'azienda italiano († 1995)
- 20 dicembre - Evgenija Solomonovna Ginzburg, scrittrice russa († 1977)
- 20 dicembre - Viktor Vladislavovič Ėjsymont, regista cinematografico sovietico († 1964)
- 21 dicembre - Francis Thomas Bacon, ingegnere britannico († 1992)
- 21 dicembre - Aldo Bandini, calciatore italiano († 1980)
- 21 dicembre - Jean Bazaine, pittore francese († 2001)
- 21 dicembre - Alberto Bechi Luserna, ufficiale e scrittore italiano († 1943)
- 21 dicembre - Johannes Edfelt, poeta e critico letterario svedese († 1997)
- 21 dicembre - Pëtr Kirillovič Koševoj, generale sovietico († 1976)
- 21 dicembre - Aage Meyer, lottatore danese († 1979)
- 22 dicembre - Władysław Bukowiński, presbitero polacco († 1974)
- 22 dicembre - Titu Liviu Chinezu, vescovo cattolico rumeno († 1955)
- 22 dicembre - Alessandro Ferretti, politico italiano († 1992)
- 22 dicembre - Christian Møller, chimico e fisico danese († 1980)
- 23 dicembre - Ennio Francia, presbitero, critico d'arte e storico dell'arte italiano († 1995)
- 24 dicembre - Frits Schipper, calciatore olandese († 1981)
- 24 dicembre - Alexandre Villaplane, calciatore e criminale francese († 1944)
- 25 dicembre - Natale Balossino, calciatore italiano († 1974)
- 25 dicembre - Harold Christensen, ballerino e coreografo statunitense († 1989)
- 25 dicembre - Gerhard Herzberg, fisico e chimico canadese († 1999)
- 25 dicembre - Bernard Vorhaus, regista e sceneggiatore statunitense († 2000)
- 26 dicembre - Alejo Carpentier, scrittore, giornalista e critico letterario cubano († 1980)
- 26 dicembre - Alberto Chiancone, pittore italiano († 1988)
- 26 dicembre - Natale Mosconi, arcivescovo cattolico italiano († 1988)
- 26 dicembre - Renato Novelli, calciatore italiano
- 26 dicembre - Young Stribling, pugile statunitense († 1933)
- 27 dicembre - Laco Novomeský, poeta, saggista e giornalista slovacco († 1976)
- 27 dicembre - Mojżesz Presburger, matematico, logico e filosofo polacco
- 28 dicembre - Julij Osipovič Chmel'nickij, regista cinematografico sovietico († 1997)
- 28 dicembre - Benedetto Gola, calciatore, ingegnere e dirigente sportivo italiano († 1988)
- 28 dicembre - Giuseppe Gola, calciatore italiano
- 28 dicembre - Tatsuo Hori, scrittore, poeta e traduttore giapponese († 1953)
- 28 dicembre - Fanny Rosenfeld, velocista e mezzofondista canadese († 1969)
- 29 dicembre - Michele Abruzzo, attore italiano († 1996)
- 29 dicembre - Pëtr Gusev, ballerino, coreografo e direttore artistico sovietico († 1987)
- 30 dicembre - François Drogou, militare francese († 1940)
- 30 dicembre - Dmitrij Borisovič Kabalevskij, compositore e politico sovietico († 1987)
- 30 dicembre - Edith Schultze-Westrum, attrice tedesca († 1981)
- 31 dicembre - Charles Fauvel, progettista e aviatore francese († 1979)
- 31 dicembre - Charlie Gardiner, hockeista su ghiaccio canadese († 1934)
- 31 dicembre - Franco Mazzotti, pilota automobilistico, aviatore e nobile italiano († 1942)